# テキーラ (ハリスコ州)
テキーラは、メキシコ中部ハリスコ州の町、基礎自治体。公式名称はサンティアゴ・デ・テキーラだが、単に「テキーラ」と呼ばれるのが一般的である。テキーラは、州都グアダラハラから北西に50kmの所に位置している。
リュウゼツランの蒸留酒であるメスカルの中でもよく知られるテキーラ酒は、この町の名前に由来しており、毎年11月29日から12月13日には地元で「テキーラ見本市」（National Tequila Fair）が開催される。
2003年にプエブロ・マヒコに選出された。

## 地理
テキーラ基礎自治体の面積は1364 km2 である。海抜は700 m から2900 m である。ハリスコ州の基礎自治体であるサン・マルティン・デ・ボラニョス（San Martín de Bolaños）、アワルルコ・デ・メルカド（Ahualulco de Mercado）、テウチトラン（Teuchitlán）、アマティタン（en:Amatitán）、サン・クリストバル・デ・ラ・バランカ（San Cristóbal de la Barranca）、サポパン（Zapopan）、オストティパキジョ（Hostotipaquillo）、マグダレナ（Magdalena）、サン・フアニト・デ・エスコベド（San Juanito de Escobedo）などと共に、北西はナヤリット州に、北東はサカテカス州に隣接している。
テキーラ基礎自治体の比較的大きな町には、エル・サルバドル（El Salvador）、サン・マルティン・デ・ラス・カニャス（San Martín de las Cañas）、サンタ・テレサ（Santa Teresa）、ポトレロ・デ・ロス・リベラ（Potrero de los Rivera）、エル・メディネニョ（El Medineño）がある。

## 歴史

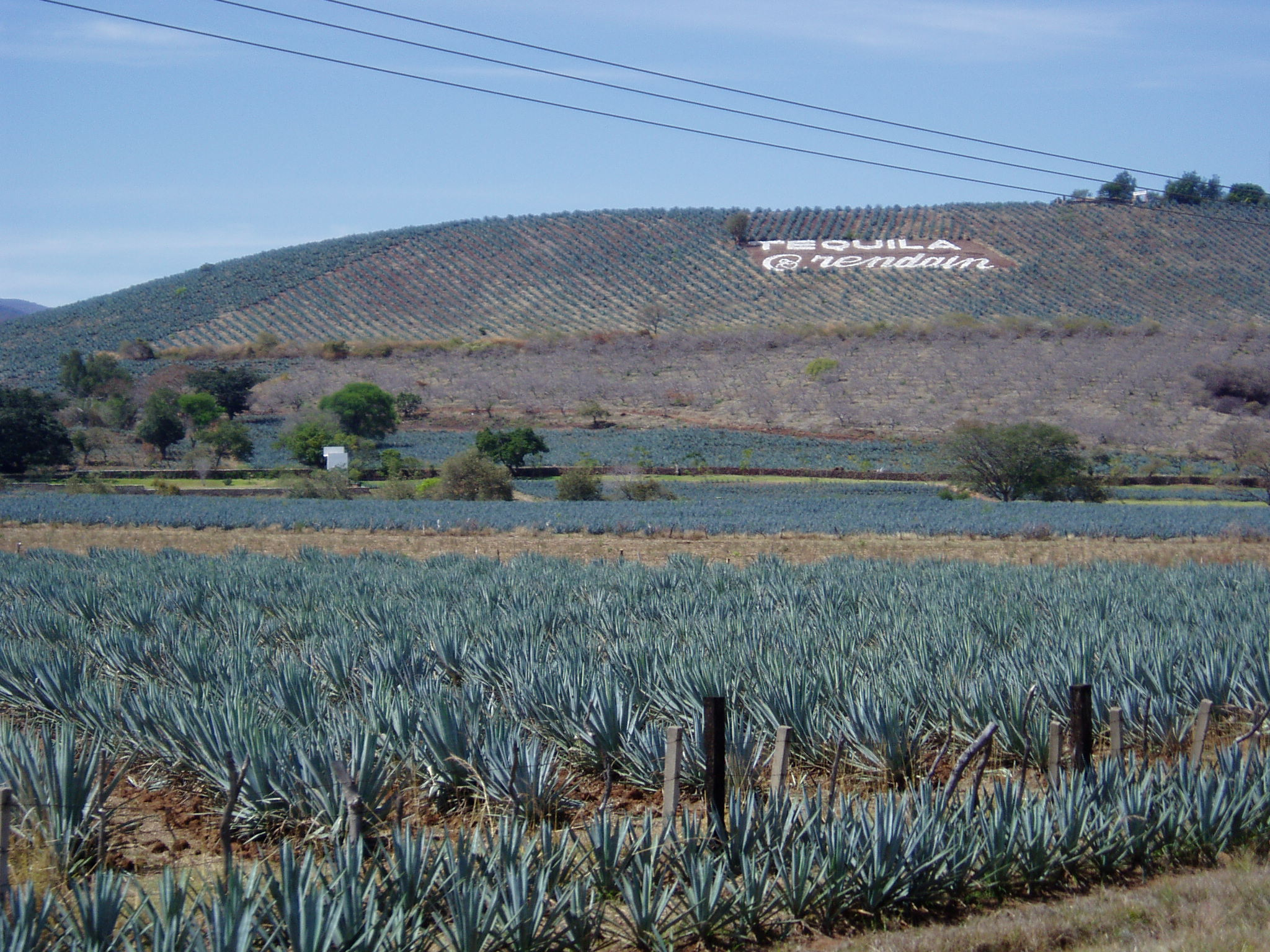
テキーラ町近くのリュウゼツラン

この地域には、アメリカ先住民のチチメカ人、オトミ人、トルテカ人、アステカ人などが住んでいた。
コンキスタドールのクリストバル・デ・オニャテ（Cristóbal de Oñate）が1530年にこの地に来て、その年の4月30日にはフランシスコ会士たちによって、サンティアゴ・デ・テキーラの町が建造された。1541年には地元の先住民たちがスペイン人たちの圧政に対して反乱を起こしたが、その年の内に鎮圧された。
この地区の最初のテキーラ工場は1600年に建てられた。 
「黄金仮面」（Máscara de Oro）を名乗った指導者に率いられた反乱が19世紀初頭に起こったが、ヌエバ・ガリシア（Nueva Galicia）の総督に鎮圧された。しかし、メキシコ独立戦争の初期にあたる1810年11月には、町はラファエル・ペレス（Rafael Pérez）を中心とする反乱者たちの手に落ちた。
1824年3月27日に新たな独立国となるにあたり、テキーラは町（Villa）としての地位を与えられ、1874年1月9日には市に格上げされた。

## 世界遺産
テキーラ基礎自治体の一部は、アマティタンやマグダレナの一部と共に、「テキーラの古い産業施設群とリュウゼツランの景観」の名で、ユネスコの世界遺産に登録されている。

## 姉妹都市
テキーラ市は、アメリカ・カリフォルニア州南部のコーアチェラ・バレーにあるカセドラルシティと姉妹都市になっている。
テキーラの議員や財界人たちは、姉妹都市が行うメキシコ独立記念日の祝典に招かれ、列席する。